# 傑米羅奎
傑米羅奎（英語：Jamiroquai，i/dʒəˈmɪrəkwaɪ/ jə-MIRR-ə-kwy）是一支來自倫敦的英國放克和酸爵士樂隊。該樂隊成立於1992年，由主唱杰·凯領軍，並在1990年代的倫敦放克和酸爵士運動中佔據重要地位。他們在早期發行的作品中延續酸爵士的風格，後來又從搖滾、迪斯科、電子音樂和拉丁音樂中吸取靈感。在歌詞方面，該樂隊主要以關注社會和环境正义為靈感。自成立至今，樂隊經歷了幾次陣容變化，傑·凱是唯一留下的原始成員。
這支樂隊最初在酸爵士唱片下發行首張專輯，但隨後在索尼音樂娛樂的主導獲得了主流成功。他們在此期間的三張專輯，包括《地球上的緊急情況》（1993年）、《同步的》（1999年）和《放克奧德賽》（2001年）在英國排行榜上均排名第一。他們於1998年發行的單曲《地底深處》也在英國排名第一。
截至2017年，傑米羅奎的唱片全球銷售量超過2600萬張。他們的第三張專輯《不動而行》在1996年獲得了吉尼斯世界紀錄，成為史上最暢銷的放克專輯。該專輯的主打單曲《虛幻的瘋狂》的音樂影片也為樂隊的成功做出了貢獻。這首歌曲在1997年MTV音樂錄影帶大獎中獲得了年度最佳錄影帶獎，並於1998年獲得了格林美獎。

## 經歷

### 1992–1993年：《地球上的緊急情況》
傑·凱在過去曾將自己所創作的歌曲寄給唱片公司，其中包括一首於1986年在Street Sounds唱片公司發行的嘻哈單曲。在這段時間，凱受到美洲原住民和第一民族的影響，開始接觸他們的哲學思想，導致他創作了一首探討社會議題的歌曲《當你要學習》。不過錄音完成後，凱和他的製作人發生了爭執，後者刪除了一半的歌詞，並根據當時的排行榜製作了這首歌曲。
經過恢復後，凱意識到他「想要一支正式的現場樂隊，具有正式的現場音效」。這支樂隊隨後被命名為「傑米羅奎」，是「即興（jam）」和北美印第安聯盟易洛魁聯盟的名字混成詞。1991年，凱發送了一盤自己翻唱Brand New Heavies樂隊歌曲的Demo錄音帶，與Acid Jazz唱片公司簽約。他逐漸招募了樂隊成員，包括演奏迪吉里杜管的沃利斯·布坎南（Wallis Buchanan）等人。凱的經紀人找到了鍵盤手托比·史密斯，成為Kay的創作夥伴。1992年，傑米羅奎在英國俱樂部表演，開始他們的職業生涯。他們發行了首支單曲《當你要學習》，最初在英國排行榜外的前50名。在接下來的一年，斯图亚特·赞德通過試鏡成為樂隊的貝斯手。
在《當你要學習》取得成功後，樂隊獲得了主要唱片公司的合約邀約。凱與Sony Soho 2簽下了價值一百萬美元、共八張專輯的唱片合約。凱是唯一一位簽約的成員，但他會根據其他樂手在音樂上的貢獻，分享他的版稅給他們。他們在美國的發行標籤是Work Group。
樂隊隨後發行了他們的首張專輯《地球上的緊急情況》，進入英國專輯排行榜的第一名。費城詢問報的凱文·卡特（Kevin L. Carter）評論道，這張專輯：「充滿了樂觀、多彩的流行曲風，強烈受到了酸爵士、70年代融合音樂、放克和靈魂樂、雷鬼音樂和世界音樂的影響」。樂隊在接下來的幾年中持續在酸爵士音樂上發展。這張專輯生態主義的概念為凱帶來了媒體關注，但《華盛頓郵報》的馬克·詹金斯（Mark Jenkins）卻認為這張專輯的口號「與音樂一樣俗氣」。

### 1994–2000年: 《歸來的太空牛仔》–《同步的》

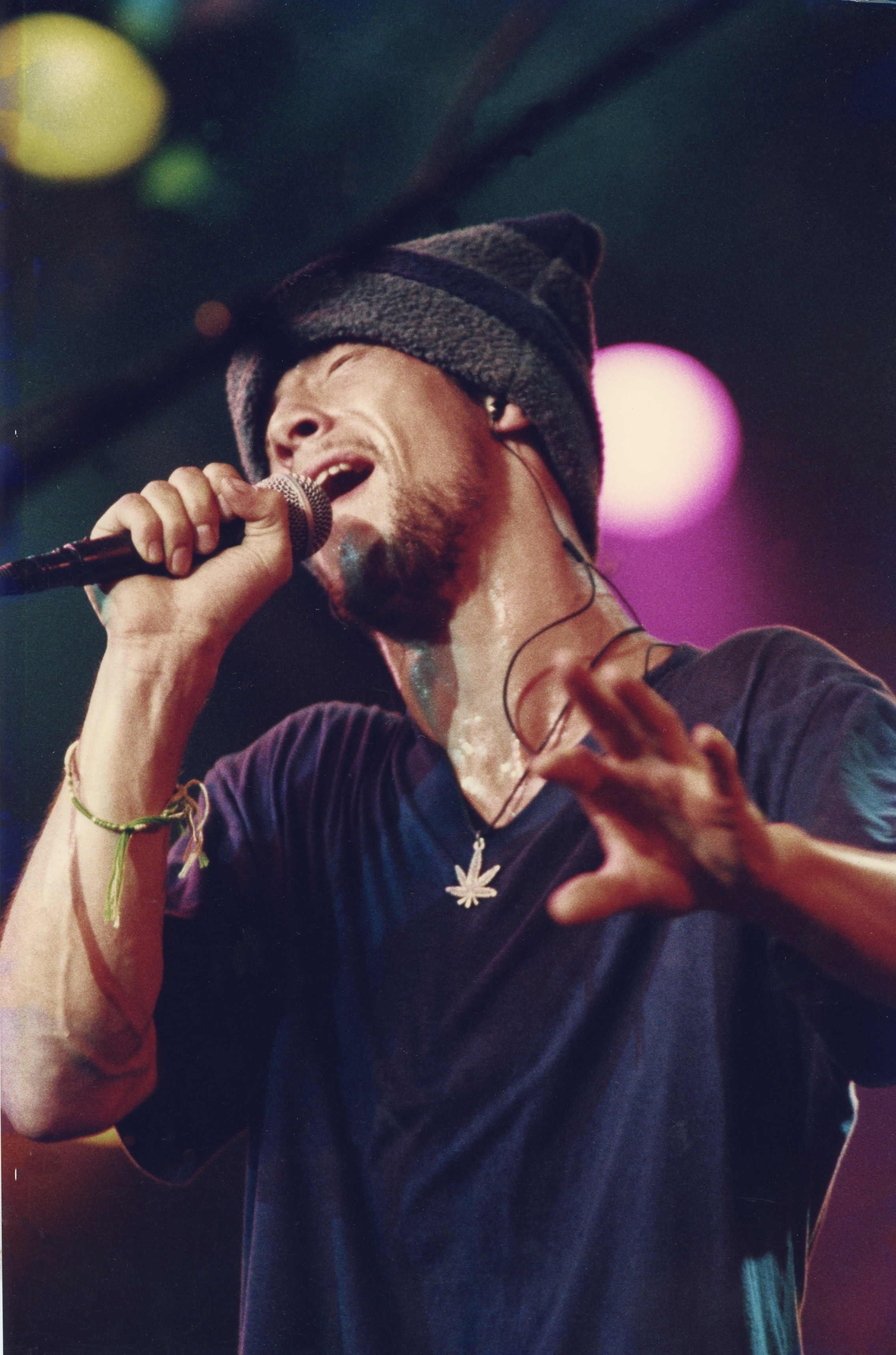
主唱傑·凱， 约1995

由於樂團原本的鼓手尼克·范·格爾德（Nick van Gelder）未能從假期回來，因此他的位置被德里克·麥堅時（Derrick McKenzie）替代。麥堅時在試音時與樂團的演奏錄了一次。1994年，傑米羅奎發行了第二張專輯《歸來的太空牛仔》，該專輯在英國排行榜上排名第二。然而在錄音期間，凱創作陷入瓶頸，他當時的毒品使用情況越來越嚴重，這導致專輯的創作變得更加複雜。
儘管如此，BBC音樂的達麗爾·伊斯利亞（Daryl Easlea）則表示該專輯「捕捉到傑米羅奎最好的第一階段」，《娱乐周刊》的約瑟夫·伍達德（Josef Woodard）則表示其中的：「節奏分明的小節和配上管樂的旋律」是「由人類演奏，而非採樣器」。
第三張專輯《不動而行》在1996年發行，登上了告示牌雜誌200排行榜的第24名，並在英國專輯榜上排名第2。並在全球售出了800萬張，自2001年以後被列入金氏世界紀錄，成為有史以來銷量最好的放克專輯之一。
1996年，第三張專輯《不動而行》發行後，登上了告示牌雜誌200排行榜的第24名，並在英國專輯榜上排名第二名，全球售出了800萬張。因此自2001年以來，該專輯被列入金氏世界紀錄，成為有史以來銷量最好的放克專輯之一。該專輯的主打單曲《虛幻的瘋狂》因其特殊的音樂錄影帶而受到大眾的喜愛，該影片在MTV上大量播放。專輯包含交響樂和叢林元素，凱的目標是獲得更易接受的聲音。新音乐快递的泰德·凱斯勒（Ted Kessler）認為《不動而行》比之前的專輯有所改進，而評論家史蒂芬·托馬斯·厄爾文（Stephen Thomas Erlewine）則認為相比之下它沒有「一致的一致性」。
當傑米羅奎樂團準備他們的第四張專輯《同步的》（1999年）時，岑德爾因為與凱的內部衝突而離開樂團。儘管岑德爾並未參與該專輯的歌曲創作，但樂團選擇放棄他已經錄製的曲目以避免訴訟，而尼克·菲夫被招募進行新的錄製。這導致《同步的》被認為是一個「更緊湊、更憤怒的歌曲集」，同時也從「創造推進力強大的長曲集」和「反對不公正的言論」轉向了音樂風格的變化。
專輯中的一些曲目，包括《罐頭熱》，該歌曲採用了Hi-NRG和浩室音樂風格，而其他曲目則慢了節奏，被認為是為了「減緩壓力，讓凱更浪漫的沉思更加輕鬆自在」。該專輯在英國專輯排行榜上排名第一，在美國告示牌200張專輯榜上排名第28名。在《同步的》發行一年前，《地下深處》作為1998年美國科幻電影電影《酷斯拉》原聲帶的單曲發行，登上英國單曲排行榜冠軍。

### 2001–2016年: 《放克奧德賽》–《搖滾塵土明星》
樂團在2001年發行了新專輯《放克奧德賽》，這是一張探索拉丁音樂影響的迪斯科唱片。據《奧蘭多哨兵報》的吉姆·艾博特所說，樂團的新吉他手羅布·哈里斯（Rob Harris）在專輯中的演奏「融入到偶爾採用奢華管弦樂的混音中，溶化得令人心醉」。《偏锋杂志》的薩爾·辛克曼尼表示：「就像前作一樣，放克奧德賽混合了自我採樣與傑米羅奎標誌性的機械放克。」該專輯在英國排行榜上排名第一。在美國則由史詩唱片發行，它在美國告示牌200張專輯榜上排名第44位。這是史密斯最後一張特別演出的專輯，他在接下來的一年離開樂團，以花更多時間陪伴著家人。
第六張專輯《爆破》於2005年發行，並在英國排名第三；《巴爾的摩太陽報》的拉紹德·D·奧利森（Rashod D. Ollison）表示專輯「擁有更硬數位字音樂邊緣......隨著更重的節拍，變形的吉他線和奇怪的數位紋理，《爆破》比傑米羅奎的其他作品更少有機的感覺” 。其中的歌曲《感覺就像它應該的（Feels Just Like It Should）》和《愛盲（Love Blind）》被描述為：「比平常更有沉實，更骯髒的聲音」。在2006年，隨著凱與索尼的合約結束，使樂團的精選集《High Times: Singles 1992-2006》的問世。並在發行的第一週就登上了英國排行榜冠軍。接下來的一年，傑米羅奎在與索尼行動通訊合作的私人波音757飛機上舉行的「Gig in the Sky」音樂會上表演。因此，該樂團目前擁有「最快音樂會」的金氏世界紀錄，該音樂會在飛行速度1,017公里/小時（632英里/小時）時演奏。
《搖滾塵土明星》於2010年由水星唱片發行，並在英國排名第七名。凱認為這張專輯是一張「真正的樂隊專輯」，能夠「捕捉我們現場表演的流動感」。評論家認為這是他們回歸有機放克和靈魂風格的表現，因為它放棄了「隨著新千年的到來而追隨樂隊的電子音效」，根據MusicOMH的盧克·溫基（Luke Winkie）所說。這張專輯還有一種聲音，被《每日電訊報》的托馬斯·H·格林（Thomas H. Green）描述為「加州七十年代的放克搖滾」。

### 2017 年至今：自動機及以後
傑米羅奎於2017年透過維珍百代唱片發行了他們的第八張專輯《自动机》，這是該樂團在七年後再度發行專輯，並因而登上英國排行榜第四名。該專輯由凱和樂團的鍵盤手麦特·约翰逊製作，根據Exclaim!的瑞安·帕特里克（Ryan Patrick）所言，它「小心翼翼地平衡了他們的招牌聲音和EDM、靈魂和陷阱般的聲音」。Vulture的克雷格·詹金斯（Craig Jenkins）則寫道：「過去常常伴隨著號角、長笛、迪吉里杜和弦樂伴奏的編曲，現在反而更靠近法國浩室。」到了2018年，樂團的陣容包括凱、哈里斯、麥肯齊、約翰遜、保羅·特納負責低音結他，打擊樂手索拉·阿金博拉、負責吉他和鍵盤樂器的內特·威廉姆斯，以及使用Ableton Live的霍華德·惠德特。
凱在他們2021年的單曲《每個人都要去月球》的背面注釋中宣布，樂團正在製作新專輯。

### 書目
- Footman, Tim; Young, Mark C. . Guinness (Firm). 矮腳雞圖書（英语：Bantam Books）. 2001-05-01: 163. ISBN 0553583751. OCLC 46867195 –Google Books.
- Colin Larkin（英语：Colin Larkin）、Larkin Colin（英语：Larkin Colin）. . Omnibus Press（英语：Omnibus Press）. 2011. ISBN 978-0857125958 –Google Books.
- Prouty Kenneth（英语：Prouty Kenneth）. . ABC-CLIO（英语：ABC-CLIO）. 2011. ISBN 978-0313341991 –Google Books.
- Sisario, Ben. . Brackett, Nathan; Hoard, Christian  (编).  4th. Simon & Schuster. 2004  [2023-04-01]. ISBN 0743201698. （原始内容存档于2023-04-01） –Google Books.
- Thompson, Dave. . Hal Leonard Corporation（英语：Hal Leonard Corporation）. 2001. ISBN 978-0879306298 –Google Books.

## 外部連結
- 官方网站
- 傑米羅奎的Discogs页面 （英文）
- 傑米羅奎在互联网电影资料库（IMDb）上的資料（英文）